# Mihai Ioan Botez
- Articolul se referă medicul neurolog român, Mihai Ioan Botez.  Pentru alte persoane, cu același prenume și același nume de familie, vedeți Mihai Botez (dezambiguizare).

Mihai Ioan Botez (n. 29 iunie 1927, Ploiești, România – d. 2 iunie 1998, Montréal, provincia Québec, Canada) a fost un medic neurolog român cu contribuții originale în domeniul neuropsihologiei, profesor universitar și Director al Clinicii de Neurologie în Spitalul "Hôtel Dieu" al Universității din Montréal (Canada).

## Biografie
După absolvirea liceului "Spiru Haret" din București în 1945, urmează cursurile Facultății de Medicină, pe care o absolvă în 1951. În timpul studenției a făcut un stagiu de internat în clinica de Neurologie a Spitalului Colentina sub conducerea profesorului Nicolae Ionescu-Sisești, unde a a lucrat sub îndrumarea lui State Drăgănescu. Obține un post de medic la Spitalul de Boli Nervoase din Ploiești, condus de doctorul Ilie Minciu. În urma unui concurs, revine la București în 1955 ca medic consultant neurolog la Policlinica spitalului Colentina iar în 1960 este numit medic primar în secția clinică de la Spitalul Central a Institutului de Neurologie al Academiei Române de sub conducerea lui Arthur Kreindler. Aici are posibilitatea unei activități susținute în domeniul cercetării științifice, în strânsă colaborare cu Clinica de Neurochirurgie de sub conducerea lui Constantin Arseni. Rezultatele observațiilor sale se vor concretiza în dizertația Afazia în procesele expansive intracraniene, cu care obține titlul de Doctor în Științe Medicale, și în numeroase articole publicate în țară și în reviste de prestigiu din străinătate. Totuși posibilitățile sale de dezvoltare științifică și academică rămân limitate, întrucât în condițiile politice de atunci nu valoarea personală avea prioritate, ci apartenența de partid. În 1966 Botez este respins la concursul pentru postul de profesor la catedra de neurologie rămasă vacantă în urma pensionării lui Oskar Sager, deși contracandidatul său - cu specialitate realizată în Uniunea Sovietică - nu atingea nici pe departe nivelul lui științific.
În anul 1970, Mihai Botez se stabilește în Canada, la Montréal. La început este angajat ca "guest lecturer", dar devine în 1972 profesor titular iar în 1979 șef al clinicei de neurologie din spitalul Hôtel Dieu al Universității din Montréal. În perioada 1975-1986 a funcționat ca director al Laborarorului de Neuropsihologie al Institutului de Cercetări Clinice din Montréal, în 1986 devine director al departamentului de Neurologie a Comportamentului, Neurobiologie și Neuropsihologie al Centrului de cercetări al Universității din Montréal. În 1992, devine profesor asociat la departamentul de Psihologie al Facultății de Arte și Științe a aceleiași Universități.

## Merite științifice
Mihai Ioan Botez a avut contribuții originale în domeniul neuropsihologiei, corelațiilor dintre vitaminele grupei B și neurotransmițători, lucrări asupra demenței și asupra tulburărilor cognitive în leziunile cerebelului. A editat monografia Neuropsychologie clinique et neurologie du comportement (1996), a fost autor a 27 de capitole în tratate de specialitate și a peste 300 articole științifice.
A fost membru a numeroase societăți științifice, membru de onoare al Academiei de Științe Medicale din România (1993), doctor honoris causa al Universității de Medicină "Carol Davila" din București.

## Deces
S-a stins din viață după o grea suferință la 2 iunie 1998, la Montréal.